# جون أبراهامز (لاعب كريكت)
جون أبراهامز (21 يوليو 1952 في جنوب أفريقيا - ) (بالإنجليزية: John Abrahams)‏ هو لاعب كريكت بريطاني. شارك مع منتخب إنجلترا للكريكت. أما مع النوادي، فقد لعب مع نادي مقاطعة لانكشر للكريكت ‏ ونادي مقاطعة شروبشاير للكريكت ‏.

## وصلات خارجية
- جون أبراهامز على موقع إي آس بي آن كريك إنفو (الإنجليزية)